# Lijst van voetbalinterlands Cambodja - Oezbekistan
Deze lijst van voetbalinterlands is een overzicht van alle officiële voetbalwedstrijden tussen de nationale teams van Cambodja en Oezbekistan. De landen hebben tot op heden twee keer tegen elkaar gespeeld. De eerste ontmoeting, een kwalificatiewedstrijd voor het Wereldkampioenschap voetbal 1998, vond plaats op 22 mei 1997 in Tasjkent. Het laatste duel, de returnwedstrijd in dezelfde kwalificatiereeks, werd gespeeld in Phnom Penh op 29 juni 1997.

## Wedstrijden
| № | Plaats     | Datum        | Competitie           | Wedstrijd              | Uitslag |
| - | ---------- | ------------ | -------------------- | ---------------------- | ------- |
| 1 | Tasjkent   | 22 mei 1997  | WK 1998 kwalificatie | Oezbekistan − Cambodja | 6 − 0   |
| 2 | Phnom Penh | 29 juni 1997 | WK 1998 kwalificatie | Cambodja − Oezbekistan | 1 − 4   |

## Samenvatting
| Competitie      | Totaal gespeeld | Winst Cambodja | Gelijk | Winst Oezbekistan | Doelsaldo Cambodja – Oezbekistan |
| --------------- | --------------- | -------------- | ------ | ----------------- | -------------------------------- |
| WK-kwalificatie | 2               | 0              | 0      | 2                 | 1 − 10                           |
| Totaal          | 2               | 0              | 0      | 2                 | 1 − 10                           |

Wedstrijden bepaald door strafschoppen worden, in lijn met de FIFA, als een gelijkspel gerekend.
FFC · Cambodjaans vrouwenelftal
Afghanistan ·
Australië ·
Bahrein ·
Bangladesh ·
Bhutan ·
Brunei ·
China ·
Equatoriaal-Guinea ·
Filipijnen ·
Guam ·
Guinee ·
Guyana ·
Hongkong ·
India ·
Indonesië ·
Irak ·
Iran ·
Japan ·
Jemen ·
Jordanië ·
Kirgizië ·
Koeweit ·
Laos ·
Libanon ·
Macau ·
Malediven ·
Maleisië ·
Mongolië ·
Myanmar ·
Nepal ·
Noord-Korea ·
Oezbekistan ·
Oost-Timor ·
Pakistan ·
Palestina ·
Qatar ·
Saoedi-Arabië ·
Singapore ·
Sri Lanka ·
Syrië ·
Tadzjikistan ·
Taiwan ·
Thailand ·
Turkmenistan ·
Vietnam ·
Zuid-Korea ·
Zuid-Vietnam
UFF · A-internationals · Bondscoaches · Statistieken · Oezbeeks vrouwenelftal · Olympisch elftal · Oezbekistan U21 · Oezbekistan U20 · Oezbekistan U19 · Oezbekistan U18 · Oezbekistan U17
1990 – 1999 ·
2000 – 2009 ·
2010 – 2019 ·
2020 – 2029 ·
1994 · 
1995 · 
1996 · 
1997 · 
1998 · 
1999 · 
2000 · 
2001 · 
2002 · 
2003 · 
2004 · 
2005 · 
2006 · 
2007 · 
2008 · 
2009 · 
2010 · 
2011 · 
2012 · 
2013 · 
2014 ·
2015 ·
2016 ·
2017 ·
2018 ·
2019 ·
2020 ·
2021 ·
2022 ·
2023
Albanië ·
Armenië ·
Australië ·
Azerbeidzjan ·
Bahrein ·
Bangladesh ·
Bolivia ·
Bosnië en Herzegovina ·
Burkina Faso ·
Cambodja ·
Canada ·
China ·
Costa Rica ·
Estland ·
Filipijnen ·
Georgië ·
Hongkong ·
India ·
Indonesië ·
Irak ·
Iran ·
Israël ·
Japan ·
Jemen ·
Jordanië ·
Kameroen ·
Kazachstan ·
Kirgizië ·
Koeweit ·
Letland ·
Libanon ·
Malediven ·
Maleisië ·
Marokko ·
Mexico ·
Mongolië ·
Montenegro ·
Nieuw-Zeeland ·
Nigeria ·
Noord-Korea ·
Oeganda ·
Oekraïne ·
Oman ·
Palestina ·
Qatar ·
Rusland ·
Saoedi-Arabië ·
Senegal ·
Singapore ·
Slowakije ·
Sri Lanka ·
Syrië ·
Tadzjikistan ·
Taiwan ·
Thailand ·
Turkije ·
Turkmenistan ·
Uruguay ·
Venezuela ·
Verenigde Arabische Emiraten ·
Verenigde Staten ·
Vietnam ·
Wit-Rusland ·
Zuid-Korea ·
Zuid-Soedan ·
Zweden